# 2756 Dzhangar
2756 Dzhangar è un asteroide della fascia principale. Scoperto nel 1974 da Ljudmila Ivanovna Černych all'Osservatorio astrofisico della Crimea, presenta un'orbita caratterizzata da un semiasse maggiore pari a 2,5527869 UA e da un'eccentricità di 0,1149341, inclinata di 5,74086° rispetto all'eclittica.
L'asteroide è dedicato all'omonima poema della letteratura calmucca.